# Бронепалубни крайцери тип „Ирене“
Ирене (на немски: Irene) са серия бронепалубни крайцери на Императорските военноморски сили на Германия. Това са първите немски бронепалубни крайцери. Първоначално са класифицирани във флота като крайцери-корвети (на немски: Kreuzerkorvette) от 2-ри ранг. Родоначалник на немските „големи крайцери“. От проекта са построени 2 единици: „Ирене“ (на немски: SMS Irene) и „Принцес Вилхелм“ (на френски: SMS Prinzeß Wilhelm).

## Конструкция

### Корпус
Корпусът на крайцерите е набран по смесената система. Двойното дъно е по цялата дължина на корабите и е с обшивка от дърво и мед за предотвратяване на облепянето на корпуса. Крайцерите тип „Ирене“ са с добра мореходност и умерено люлеене, бордово и килово. Маневреността и управляемостта също са на високо ниво.

### Въоръжение
Въоръжението на крайцерите от проекта е главният им недостатък. В онези времена Германия изостава от Великобритания в разработването на скорострелни морски оръдия. Но да се поставят на крайцерите скорострелни арт-системи производство на „Армстронг“ означава да се подрони авторитета на крайно важния за страната концерн „Круп“. В резултат на това крайцерите получават по 14 нескорострелни 150-mm оръдия производство на „Круп“ с дължина на ствола от 30 калибра. Реалната огнева мощ на тези оръдия е много по-ниска, сравнено с въоръжението на най-новите крайцери построени в чужбина.

### Брониране
Дебелината на карапасната бронирана палуба е от 20 mm до 75 mm на скосовете в средната част на корабите. Тя прикрива всички жизненоважни центрове на кораба. Защитата е усилена с кофердами, пълни с целулоза. Освен това машините и кожусите на комините са защитени от гласиси дебели 120 mm. Леко бронево прикритие има бойната рубка. Оръдията са защитени от бронещитове.

## История на службата
- „Ирене“ е заложен 1886 г., на стапелите на „Вулкан“ (на немски: Vulcan A.G.) в Щетин. На вода крайцера е спуснат на 23 юли 1887 г., а в строй влиза на 25 май 1888 г. През 1893 г. е превъоръжен. В периода 1903 – 1907 г. преминава ремонт във Вилхелмсхафен. В 1914 г. е разоръжен и става плавбаза за подводници, а след това плаваща казарма. Отписан от флота и предаден за скрап през 1921 г.

- „Принцес Вилхелм“ е заложен 1886 г., на стапелите на „Германия“ (на немски: Germaniawerft) в Кил. На вода крайцерът е спуснат на 22 септември 1887 г., а в строй влиза на 13 ноември 1889 г. През 1893 г. е превъоръжен. В периода 1899 – 1902 г. преминава ремонт в Вилхелмсхафен. В 1914 г. е разоръжен и става минен тендер. Отписан и предаден за скрап през 1922 г.

## Оценка на проекта
Като цяло първият опит на немските конструктори в областта на строителството на бронепалубни крайцери е неудачен. Макар крайцерите от типа „Ирене“ да имат достатъчно нелоши чисто морски характеристики, в останалото те са доста под нивото на крайцерите на водещите морски държави. Тяхната скорост не отговаря на изискванията, отправяни тогава към корабите на крайцерския клас, бронирането е твърде слабо. Но особено лошо е състоянието на артилерията – нескорострелна и с малка далекобойност. Макар превъоръжаването малко да подобрява бойните им качества, те не са годни за сериозни бойни действия и са по-скоро учебни, отколкото бойни единици.